# Gerhard Roever
Gerhard Roever (* 7. Oktober 1922 in Bad Oldesloe, Holstein; † 25. Dezember 2000 in Berlin) war ein deutscher Funktionär der DDR-Blockpartei LDPD. Er war Vorsitzender des LDPD-Bezirksvorstandes Schwerin.

## Leben
Roever, Sohn eines Kaufmanns, besuchte die Volks- und Handelsschule. Er absolvierte eine Lehre in der Verwaltung. Roever beantragte am 10. März 1941 die Aufnahme in die NSDAP und wurde zum 1. September desselben Jahres aufgenommen (Mitgliedsnummer 8.565.719). Er nahm am Zweiten Weltkrieg teil und geriet in Kriegsgefangenschaft. 
Nach 1945 schloss er sich der Liberal-Demokratischen Partei Deutschlands (LDPD) an. 1951 war er Erster Vorsitzender des LDPD-Kreisverbandes Schwerin und 1952 Erster Stellvertretender Vorsitzender des LDPD-Kreisverbandes Schwerin-Stadt der LDPD. Von 1953 bis 1955 wirkte er als Vorsitzender des Kreisverbandes Lübz und dann von 1955 bis 1957 als Vorsitzender des Kreisverbandes Schwerin-Land der LDPD. Von 1957 bis 1959 war er Sekretär des LDPD-Bezirksverbandes Schwerin, dann von 1959 bis 1961 schließlich Erster Vorsitzender des LDPD-Bezirksvorstandes Schwerin der LDPD. Ab 1961 war er Mitarbeiter des Zentralvorstandes der LDPD. Ein Studium schloss er als Diplomstaatswissenschaftler ab. Er wurde Bezirksrat für Handel und Versorgung des Rates des Stadtbezirkes Berlin-Treptow, dann zeitweise Stellvertreter des Stadtbezirksbürgermeisters. Er war Mitglied der Stadtbezirksversammlung Berlin-Treptow und später Bezirksrat für örtliche Versorgungswirtschaft.
Roever lebte zuletzt in Berlin und starb im Alter von 78 Jahren. Er wurde auf dem Georgen-Parochial-Friedhof II bestattet.

## Auszeichnungen
- Verdienstmedaille der DDR (1959)
- Vaterländischer Verdienstorden in Bronze (1973) und in Gold (1989)